# Gran Premio del Messico 1986
Il Gran Premio del Messico 1986 è stata la quindicesima gara del campionato di Formula 1 del 1986, si è svolto il 12 ottobre sul circuito dell'Autodromo Hermanos Rodríguez ed è stato vinto da Gerhard Berger su Benetton-BMW. Fu la prima vittoria in carriera del pilota austriaco e il primo successo nella storia del team anglo-italiano.

## Qualifiche
| Pos | N° | Pilota             | Costruttore            | Q1          | Q2       | Distacco |
| --- | -- | ------------------ | ---------------------- | ----------- | -------- | -------- |
| 1   | 12 | Ayrton Senna       | Lotus-Renault          | 1.18:367    | 1.16:990 |          |
| 2   | 6  | Nelson Piquet      | Williams-Honda         | 1.18:037    | 1.17:279 | +0,289   |
| 3   | 5  | Nigel Mansell      | Williams-Honda         | 1.18:269    | 1.17:514 | +0,524   |
| 4   | 20 | Gerhard Berger     | Benetton-BMW           | 1.17:780    | 1.17:609 | +0,619   |
| 5   | 7  | Riccardo Patrese   | Brabham-BMW            | 1.21:241    | 1.18:295 | +1,295   |
| 6   | 1  | Alain Prost        | McLaren-TAG Porsche    | 1.19:294    | 1.18:421 | +1,431   |
| 7   | 8  | Derek Warwick      | Brabham-BMW            | 1.19:713    | 1.18:527 | +1,527   |
| 8   | 16 | Patrick Tambay     | Lola-Ford              | 1.20:492    | 1.18:839 | +1,849   |
| 9   | 19 | Teo Fabi           | Benetton-BMW           | 1.18:971    | 1.18:893 | +1,903   |
| 10  | 26 | Philippe Alliot    | Ligier-Renault         | 1.20:372    | 1.19:257 | +2,267   |
| 11  | 2  | Keke Rosberg       | McLaren-TAG Porsche    | senza tempo | 1.19:342 | +2,352   |
| 12  | 27 | Michele Alboreto   | Ferrari                | 1.19:628    | 1.19:388 | +2,398   |
| 13  | 25 | René Arnoux        | Ligier-Renault         | 1.19:624    | 1.20:654 | +2,634   |
| 14  | 28 | Stefan Johansson   | Ferrari                | 1.20:303    | 1.19:769 | +2,779   |
| 15  | 15 | Alan Jones         | Lola-Ford              | 1.20:525    | 1.20:090 | +3,100   |
| 16  | 3  | Martin Brundle     | Tyrrell-Renault        | 1.21:587    | 1.20:198 | +3,208   |
| 17  | 11 | Johnny Dumfries    | Lotus-Renault          | 1.20:479    | 1.21:491 | +3,489   |
| 18  | 14 | Jonathan Palmer    | Zakspeed               | 1.21:154    | 1.20:668 | +3,678   |
| 19  | 4  | Philippe Streiff   | Tyrrell-Renault        | 1.20:946    | 1.21:174 | +3,956   |
| 20  | 17 | Christian Danner   | Arrows-BMW             | 1.21:609    | 1.21:469 | +4,079   |
| 21  | 18 | Thierry Boutsen    | Arrows-BMW             | 1.21:171    | 1.21:361 | +4,181   |
| 22  | 23 | Andrea De Cesaris  | Minardi-Motori Moderni | 1.22:470    | 1.22:521 | +5,480   |
| 23  | 29 | Huub Rothengatter  | Zakspeed               | 1.23:812    | 1.22:524 | +5,534   |
| 24  | 24 | Alessandro Nannini | Minardi-Motori Moderni | 1.25:179    | 1.23:457 | +6,467   |
| 25  | 21 | Piercarlo Ghinzani | Osella-Alfa Romeo      | 1.25:767    | 1.24:176 | +7,186   |
| 26  | 22 | Allen Berg         | Osella-Alfa Romeo      | 1.26:573    | 1.27:209 | +9,583   |

## Gara
Alla partenza Senna perse la prima posizione a vantaggio di Piquet mentre Berger si issava in terza posizione e Prost in quarta; il leader del mondiale Mansell invece, a causa di un errore commesso poco dopo lo start, era costretto a navigare tra le retrovie. Al 7º giro Prost superò Berger e metteva nel mirino Senna, nel frattempo Mansell iniziava una rimonta forsennata utile a posizionarlo in zona punti.
A decidere le sorti della gara furono gli pneumatici: tutti i piloti gommati Goodyear iniziarono a soffrire di blistering a causa del tracciato sconnesso e furono costretti a compiere varie soste ai box, Berger invece – che montava coperture Pirelli – non fece nessun pit stop e andò a vincere comodamente il primo Gran Premio della sua carriera davanti a Prost e Senna. Punti iridati anche per Piquet, Mansell (da notare che, come tradizione delle vetture inglesi, al carioca non venne ordinato di fare gioco di squadra a vantaggio dell'inglese, meglio piazzato in campionato) ed Alliot. A gara terminata, Johansson, Arnoux ed Alliot restano senza carburante dalle loro corrispettive monoposto e tutti e tre otterranno un passaggio ai box da Piquet.

### Risultati
| Pos | Nº | Pilota             | Costruttore            | Giri | Tempo/Ritiro        | Pos. Griglia | Punti |
| --- | -- | ------------------ | ---------------------- | ---- | ------------------- | ------------ | ----- |
| 1   | 20 | Gerhard Berger     | Benetton-BMW           | 68   | 1:33:18.700         | 4            | 9     |
| 2   | 1  | Alain Prost        | McLaren-TAG Porsche    | 68   | + 25.438            | 6            | 6     |
| 3   | 12 | Ayrton Senna       | Lotus-Renault          | 68   | + 52.513            | 1            | 4     |
| 4   | 6  | Nelson Piquet      | Williams-Honda         | 67   | + 1 Giro            | 2            | 3     |
| 5   | 5  | Nigel Mansell      | Williams-Honda         | 67   | + 1 Giro            | 3            | 2     |
| 6   | 26 | Philippe Alliot    | Ligier-Renault         | 67   | + 1 Giro            | 10           | 1     |
| 7   | 18 | Thierry Boutsen    | Arrows-BMW             | 66   | + 2 Giri            | 21           |       |
| 8   | 23 | Andrea De Cesaris  | Minardi-Motori Moderni | 66   | + 2 Giri            | 22           |       |
| 9   | 17 | Christian Danner   | Arrows-BMW             | 66   | + 2 Giri            | 20           |       |
| 10  | 14 | Jonathan Palmer    | Zakspeed               | 65   | Mancanza di benzina | 18           |       |
| 11  | 3  | Martin Brundle     | Tyrrell-Renault        | 65   | + 3 Giri            | 16           |       |
| 12  | 28 | Stefan Johansson   | Ferrari                | 64   | Turbo               | 14           |       |
| 13  | 7  | Riccardo Patrese   | Brabham-BMW            | 64   | Testacoda           | 5            |       |
| 14  | 24 | Alessandro Nannini | Minardi-Motori Moderni | 64   | + 4 Giri            | 24           |       |
| 15  | 25 | René Arnoux        | Ligier-Renault         | 63   | Motore              | 13           |       |
| 16  | 22 | Allen Berg         | Osella-Alfa Romeo      | 61   | + 7 Giri            | 26           |       |
| Rit | 11 | Johnny Dumfries    | Lotus-Renault          | 53   | Problemi elettrici  | 17           |       |
| Rit | 8  | Derek Warwick      | Brabham-BMW            | 37   | Motore              | 7            |       |
| Rit | 15 | Alan Jones         | Lola-Ford              | 35   | Foratura            | 15           |       |
| Rit | 2  | Keke Rosberg       | McLaren-TAG Porsche    | 32   | Foratura            | 11           |       |
| Rit | 27 | Michele Alboreto   | Ferrari                | 10   | Problemi al turbo   | 12           |       |
| Rit | 21 | Piercarlo Ghinzani | Osella-Alfa Romeo      | 8    | Problemi al turbo   | 25           |       |
| Rit | 4  | Philippe Streiff   | Tyrrell-Renault        | 8    | Problemi al turbo   | 19           |       |
| Rit | 19 | Teo Fabi           | Benetton-BMW           | 4    | Motore              | 9            |       |
| Rit | 16 | Patrick Tambay     | Lola-Ford              | 0    | Testacoda           | 8            |       |
| DNS | 29 | Huub Rothengatter  | Zakspeed               | 0    | Non partito         | 23           |       |

## Classifiche

### Piloti
| Pos. | Pilota           | Punti |
| ---- | ---------------- | ----- |
| 1    | Nigel Mansell    | 70    |
| 2    | Alain Prost      | 64    |
| 3    | Nelson Piquet    | 63    |
| 4    | Ayrton Senna     | 55    |
| 5    | Keke Rosberg     | 22    |
| 6    | Stefan Johansson | 19    |
| 7    | Gerhard Berger   | 17    |
| 8    | Jacques Laffite  | 14    |
| 9    | Michele Alboreto | 14    |
| 10   | René Arnoux      | 14    |
| 11   | Martin Brundle   | 5     |
| 12   | Alan Jones       | 4     |
| 13   | Patrick Tambay   | 2     |
| 14   | Teo Fabi         | 2     |
| 15   | Johnny Dumfries  | 2     |
| 16   | Riccardo Patrese | 2     |
| 17   | Philippe Streiff | 1     |
| 18   | Christian Danner | 1     |
| 19   | Philippe Alliot  | 1     |

### Costruttori
| Pos. | Team                | Punti |
| ---- | ------------------- | ----- |
| 1    | Williams-Honda      | 135   |
| 2    | McLaren-TAG Porsche | 87    |
| 3    | Lotus-Renault       | 57    |
| 4    | Ferrari             | 33    |
| 5    | Ligier-Renault      | 29    |
| 6    | Benetton-BMW        | 19    |
| 7    | Tyrrell-Renault     | 6     |
| 8    | Lola-Ford Cosworth  | 6     |
| 9    | Brabham-BMW         | 2     |
| 10   | Arrows-BMW          | 1     |